# Chiesa di Santa Maria Assunta (Centovalli)
La chiesa parrocchiale di Santa Maria Assunta è un edificio religioso che si trova a Borgnone, frazione di Centovalli in Canton Ticino.

## Storia
Eretta nel 1364 e consacrata l'anno dopo, subì diverse trasformazioni nel corso del tempo, ad esempio nel 1537, 1665 e 1901.

## Descrizione
La chiesa ha una pianta ad unica navata, sovrastata da una volta a botte lunettata. Il coro è invece sormontato da una cupola.